# Transit point
O transit point é uma estratégia de distribuição que permite o atendimento de diferentes clientes através de um armazém avançado, onde é feita a consolidação dos materiais de um fornecedor e envio para os destinos locais.  Os transit points ficam localizados estrategicamente para atender uma determinada área geográfica distante dos armazéns centrais ou de difícil acesso, operando como local de passagem. Sua operação consiste em receber carregamentos consolidados, separá-los e carregá-los em veículos menores para entrega locais a clientes individuais.
Neste sistema, os materiais que chegam a este centro já possuem pedidos pré-alocados, permitindo que eles sejam imediatamente expedidos, evitando assim a espera pela colocação dos pedidos. Dessa maneira, a ideia é que tais instalações funcionem apenas como uma área transitória, de forma a melhor atender uma determinada área de mercado . Nos transit points as cargas chegam consolidadas em veículos de maior porte (como carreta rodoviária ou vagões ferroviários) e na sequência são repassados para veículos menores, por exemplo os VUC’s – veículos urbanos de carga. Os transit points têm aderência às ferramentas de intermodalidade, possibilitando a integração entre modais capturando ganhos de custos, sustentabilidade e segurança.
Buscar diferentes estratégias de distribuição é uma atividade relevante para as empresas atualmente, principalmente para as cadeias varejistas que possuem uma grande capilaridade de atendimento. Outro exemplo de estratégia muito utilizada é o cross docking, que difere do transit point por envolver múltiplos fornecedores que chegam até ao armazém.
Estratégias como o cross docking e o transit point diferem de modelos tradicionais, em que há poucos armazéns centrais e que atendem diretamente o consumidor final. As estruturas de distribuição escalonadas , na qual combina-se armazéns centrais com armazéns avançados, permitem reduzir a manutenção de estoque e garantir um rápido fluxo de produtos aliados a baixos custos de transporte . Para maximizar os benefícios dos transit points é necessária cooperação na cadeia de supply chain, adoção de novas tecnologias de informação e mudança da mentalidade gerencial. No Brasil os transit points têm sido utilizados por setores como redes de supermercados e postos de conveniência - o Grupo Atacadista Martins é o exemplo mais relevante desta aplicação no Brasil.

## Vantagens
- Como este tipo de instalação não é utilizado para armazenar grandes estoques, são necessários baixos custos de investimento em infraestrutura e sistemas de controle controle [2];
- Por ser uma operação relativamente simples (não há picking), não há necessidade de grande nível de controle e gerenciamento, demandando pequenos times de supervisão e baixos custos de manutenção;
- A utilização de armazéns avançados permite realizar viagens de longa distância com a carga consolidada, o que reduz os custos de transporte;
- Com o uso do transit point, respeitando-se as particularidades de cada operação, é possível obter um melhor nível de serviço ao consumidor, com a redução do lead time de entrega e possibilidade de atendimento de áreas remotas remotas [4].
- Redução de capital imobilizado, já que são necessários menos pontos de estoque [5].
- A utilização de transit points na malha logística deve contribuir também para a redução na emissão de gases na atmosfera, já que há uma redução de quilômetros percorridos [3].

De forma geral, transit points propiciam ao mesmo tempo uma estratégia de resposta rápida, flexibilidade, baixos custos de transporte e inexistência de estoques.

## Cuidados na implementação
- Para que a estratégia de transit point seja viável, é necessário a existência de volumes suficientes e regulares que justifiquem o transporte de cargas consolidadas para uma determinada região [4];
- Para a implementação de tais depósitos avançados, deve-se fazer uma análise de viabilidade financeira para comprovar que o projeto se justifica economicamente. Analisa-se, então, se as reduções com os custos de transporte de fato superam os custos fixos e variáveis do depósito [6];
- É importante a utilização de sistemas de tecnologia que permitam a rápida e correta separação de pedidos, eficiência na montagem de mercadorias e rastreabilidade ao longo da cadeia, como código de barra ou etiquetas de código 2D, rádio frequência e EDI (Electronic Data Interchange) [7]. Além disso, junto com as tecnologias, é interessante a organização de uma equipe com boa capacidade de planejamento.